# Theater Narrenschiff

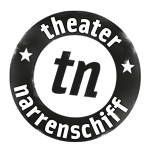
Logo.

Das Theater Narrenschiff e. V. wird in gemeinnütziger Form in Unna betrieben. Das Ensemble des Narrenschiffs besteht ausschließlich aus ehrenamtlichen Schauspielern, Tänzern und Sängern. Seit 1981 hat sich das Theater Narrenschiff vom Schauspiel über Musical bis hin zum Bewegungs- und Tanztheater entwickelt. Der Saal des Theaters umfasst 80 bis 120 Sitzplätze.

## Geschichte
Das Theater Narrenschiff wurde von Familie Schuhmacher und Familie Ulbricht am 26. August 1981 in Unna-Massen gegründet.
Seit 1999 ist das Theater Narrenschiff im Kulturzentrum Lindenbrauerei in Unna integriert.
Die Familie Ulbricht hatte sich eine Konstruktion zum Betrieb des Theaters überlegt, die Basis sollte ein Verein bilden. Armin Schumacher übernahm den Vereinsvorsitz des Theaters.
Thomas Ulbricht wurde Künstlerischer Leiter des Narrenschiffs.
Vom Start weg erhob das „Narrenschiff“ den Anspruch, mehr zu sein als eine Volksbühne mit Hobbyakteuren. Bei den Darstellern setzten Ulbricht und Schumacher auf Motivation und längerfristige Teilnahme. Zeitweilig besuchte das Ensemble Professionelle Kurse in Sprechübungen und Darstellung an der Theaterakademie in Remscheid.
Thomas Ulbricht hatte als erster die Idee vom Titel „Narrenschiff“. Unter dem Titel „Narrenschiff“ veröffentlichte der Jurist Sebastian Brant (1457–1521) um 1495 eine Moralsatire, in der mehr als 100 Narren auf einem Schiff sich gegenseitig ihre Laster und Besonderheiten vorhalten und das Sittenbild des Mittelalters spiegeln. Der Name sollte im Laufe der Jahre zum Symbol für kulturelle Qualität der Unnaer Kleinkunstlandschaft werden und ist bis heute inspirierend und wohl äußerst einprägsam.
Seit 2005 gibt es im Theater Narrenschiff einen Jugendclub unter dem Namen „Bloßgestellt“. Hier wird jungen Menschen in Unna und Umgebung die Möglichkeit gegeben, ihre schauspielerischen, gesanglichen und tänzerischen Fähigkeiten durch professionelle Begleitung zu präsentieren.
Seit 2011 gibt es unter der Leitung von André Decker (Künstlerische Leiter und ehemaliger Balletttänzer) reine Bewegungs- und Tanztheater im Theater Narrenschiff.
Seit 2014 findet jeden Sommer für die Stadt Unna eine Aufführung des Narrenschiff Ensembles im Park statt. Unter dem Motto „Shakespeare im Park“ oder „Wild im Park“ werden meist szenische Zusammenschnitte eines Schriftstellers zu einer neuen Geschichte verwoben und von Gesang und Tanz untermalt.

## Künstlerische Leiter
Thomas Ulbricht war der erste Künstlerische Leiter des Theater Narrenschiff.
Ihm folgten in der Künstlerischen Leitung Michael Meihöfer und Guntram Höft.
Seit 2002 ist Andre Decker Künstlerischer Leiter.

## Bewegung- und Tanztheater
Seit 2011 gibt es unter der Leitung von André Decker reine Bewegungs- und Tanztheater im Theater Narrenschiff. Die Idee hatte der Künstlerische Leiter bei dem Theaterstück „Equus“, wo vier Ensemble-Mitglieder das gesamte Theaterstück Pferde spielten. Diese Arbeit bewegte Decker dazu, eigene Bewegungs- und Tanzstücke zu produzieren. Diese Kategorie ist seitdem fester Bestandteil des Theater Narrenschiff und brachte zahlreiche Uraufführungen hervor.
Den Startschuss für dieses Genre machte die Uraufführung „Heaven or Las Vegas“ am 18. November 2011. Ein beklemmend intensives Tanzstück über die Abgründe unserer Gesellschaft.
Es folgte am 11. August 2012 eine weitere Uraufführung in Zusammenarbeit mit dem Lichtkunst Museum in Unna „Phädra. Diese meine Arme, sie brennen“. Dieses Tanztheater fand zwischen den Lichtkunst-Skulpturen des Museums statt und entführte die Zuschauer in eine andere Welt.
2014 folgte das nächste Tanzstück in Zusammenarbeit mit dem Zentrum für internationale Lichtkunst „Solo Soli“ präsentierte drei Tanzsoli zu Solo-Klavierstücken von Medtner, Ravel, Debussy und Glass.
„So this is Love“ feierte seine Uraufführung am 15. November 2015 und erzählt die Geschichte von Freud und Leid von heranwachsenden Männern und Frauen.

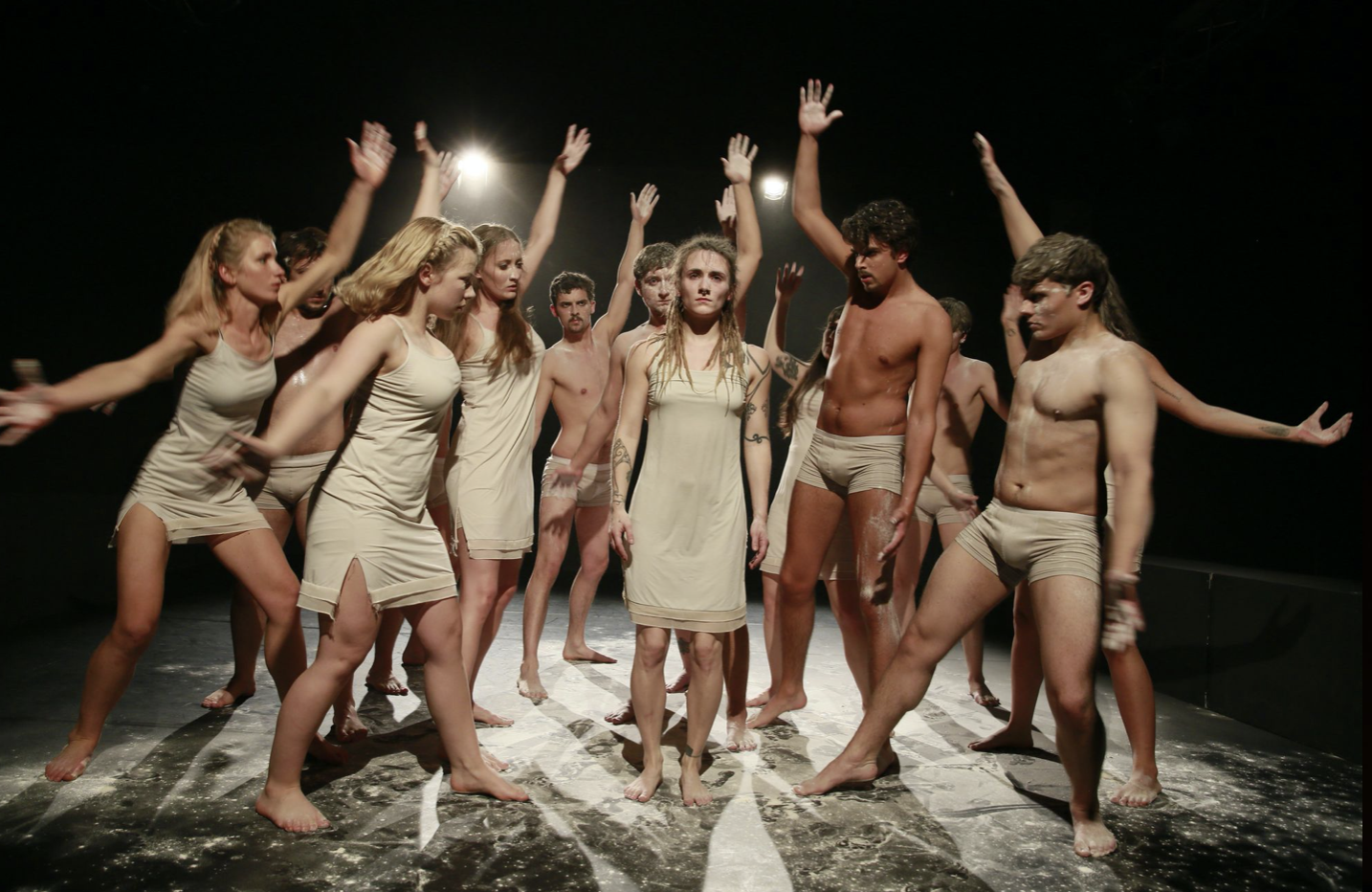
Szene aus dem Tanzstück Le Sacre du printemps im Theater Narrenschiff

Le Sacre du printemps – In Between: Dreams waren zwei Tanzstücke, welche am 18. Oktober 2016 Premiere feierten. Das wohl bekannteste Ballettstück von Igor Strawinsky über das Frühlingsopfer wurde zusammen mit einem eigens entwickelten Tanzstück „In Between: Dreams“ von André Decker zu einer Aufführung verknüpft.
Am 3. Dezember 2016 folgte die Uraufführung „Is this Happiness?“ unter der Frage, was Glück heutzutage bedeute, zeigte sich das Tanzensemble des Narrenschiff von einer fast privaten Seite auf der Suche nach Glück.
„Panoptikum“ feierte seine Uraufführung am 20. Oktober 2017. Im Rahmen des Frame II. HellwegTanzProjekt zeigte das Theater Narrenschiff als Abschlussproduktion erstmals eine Inszenierung, welche nicht vom TN-Ensemble getanzt wurde. Unter der Leitung von André Decker fanden sich Frauen und Männern zwischen 41 und 63 Jahren zusammen, um gemeinsam ein Tanztheater zu kreieren. Panoptikum, das Ergebnis ihres Projekts, entstand aus intensiver Workshop- und Improvisationsarbeit. Das Stück ist ein Bewegungstheater über die Suche nach der eigenen Identität: Wer sind wir, wenn nichts mehr da ist, um uns zu reflektieren, außer uns selbst? Was, wenn die Erinnerung zur Realität wird und Worte keine Bedeutung mehr haben?

## Musicals (Freie Wildbahn)
Freie Wildbahn ist ein Jugendprojekt des Theater Narrenschiff, des Kulturzentrum Lindenbrauerei und der VHS Unna-Fröndenberg-Holzwickede. Das Musical-Projekt gibt es seit 2014 und hatte seit seiner Gründung drei Premieren.
„OZ“ war 2015 das erste Musical des Projekts Freie Wildbahn. Dafür wurden junge Talente im Alter zwischen 14 und 24 Jahren gecastet.
Am 28. Oktober 2016 folgte die Premiere des Musicals „Romeo und Julia“ von der Freien Wildbahn.
Die ersten beiden Stücke wurden insgesamt vor 4000 Zuschauern gezeigt.
„Bye Bye Love“ feierte im März 2019 seine Premiere und zeigte eine moderne Interpretation von Shakespeares „Der Widerspenstigen Zähmung“ angesiedelt in den 1950er Jahren.

## Persönlichkeiten des Theater Narrenschiffs
- Nele Kiper (Ensemble-Mitglied von 2003 bis 2006)
- Felix Maxim Eller („Bloßgestellt“ Jugendensemble-Mitglied von 2010 bis 2012)[21]